# Nationalbibliothek Tunesiens

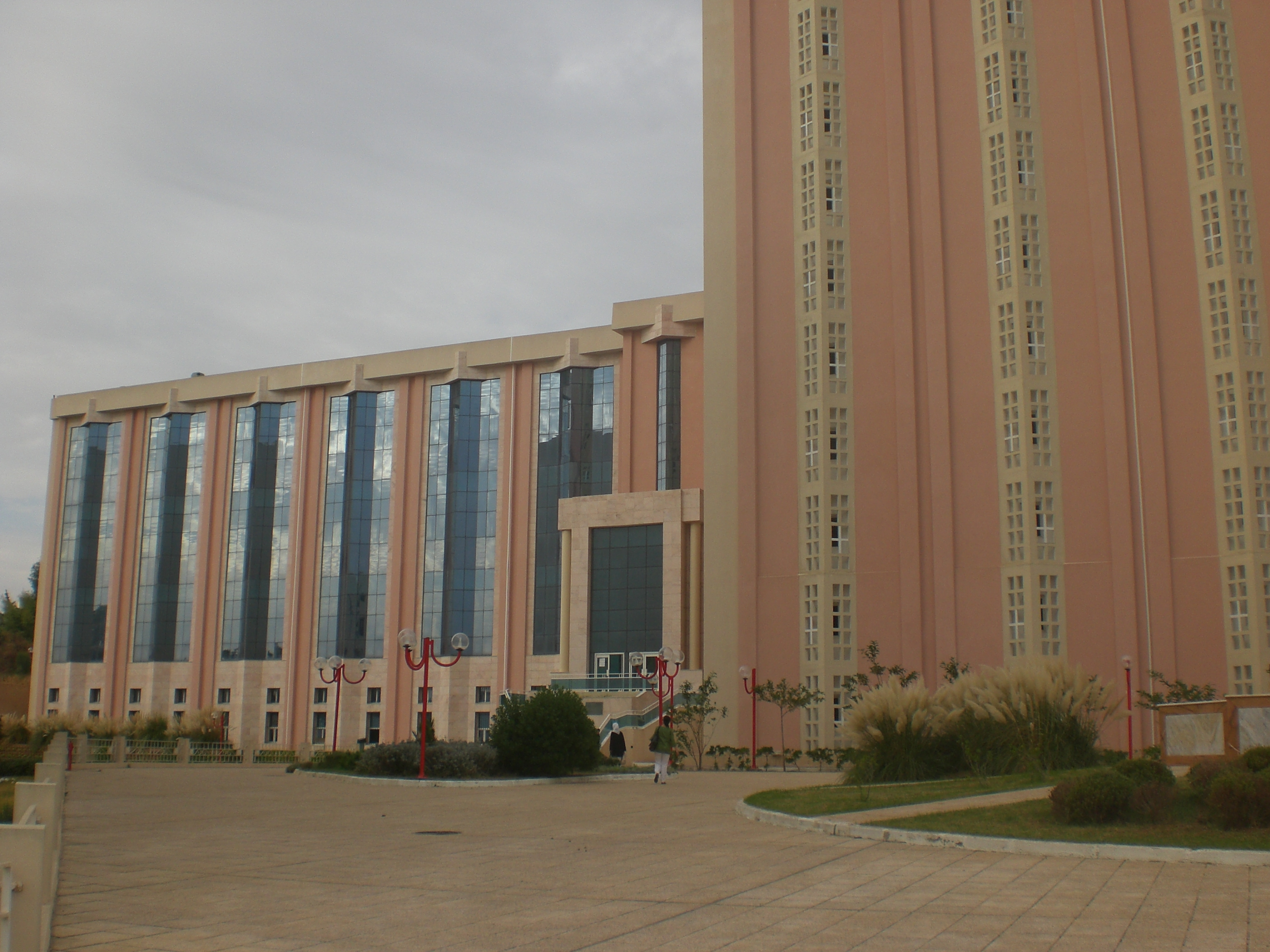
Gebäude der Nationalbibliothek Tunesiens

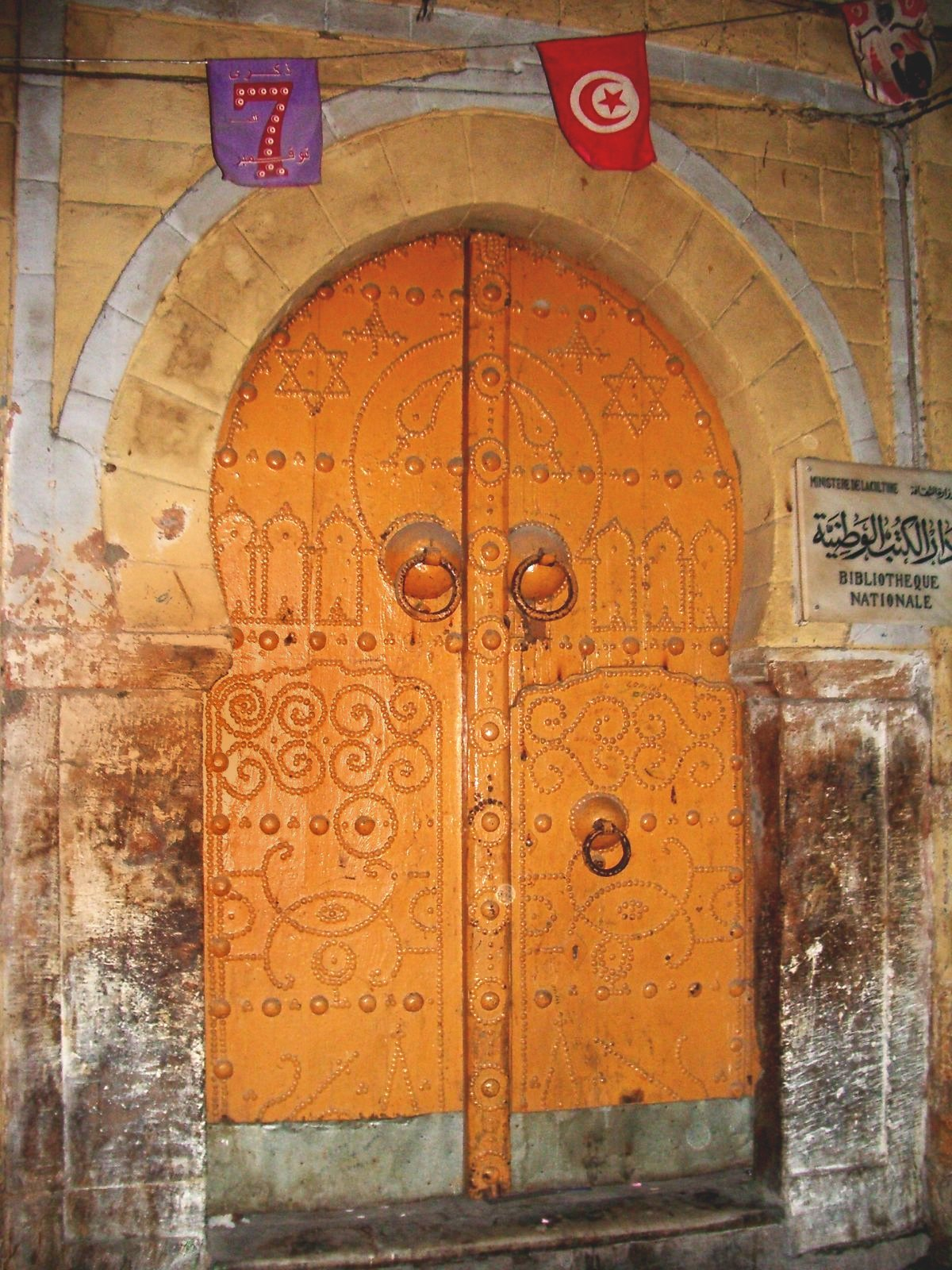
Eingangsportal des alten Bibliotheksgebäudes

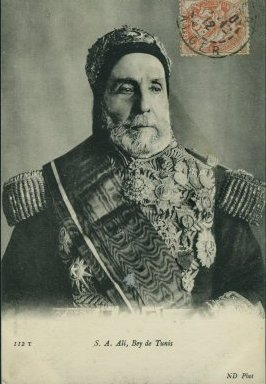
Ali Muddat ibn al-Husayn, der Gründer der Nationalbibliothek

Die Nationalbibliothek Tunesiens, französisch Bibliothèque nationale de Tunisie (BNT), arabisch المكتبة الوطنية التونسية, DMG al-Maktaba al-Waṭaniyya at-Tūnisiyya, ist eine öffentliche Einrichtung in Tunis, die dem Ministerium für Kultur und Denkmalschutz (Ministère de la culture et de la sauvegarde du patrimoine) untersteht.

## Geschichte
Die Geschichte dieser Einrichtung beginnt im Jahr 1885 mit der Gründung der Bibliothèque nationale de Tunisie durch ein Dekret vom 8. März. Damit verfügte Ali Muddat ibn al-Husayn, der regierende Bey von Tunesien, die Errichtung einer umfassenden Bibliothek. Sie wurde damals im Gebäude Nr. 20 des Souk El Attarine untergebracht. Im Jahr 1910 mussten Teile der stark angewachsenen Bibliotheksbestände in ehemalige Kasernengebäude (d'Al-Attarine) ausgelagert werden. Trotzdem genügte die räumliche Situation zunehmend nicht mehr den modernen Erfordernissen. Deshalb konzipierte man einen Funktionsneubau. Im Auftrag der tunesischen Regierung untersuchten 1985 Fachleute der UNESCO die Situation der Bibliothek und ihre Möglichkeiten zur Konservierung und zum Bestandsschutz. Dabei standen die Altbestände und ihre Aufbewahrungssituation im Zentrum der Betrachtung.
Mit dem Statut vom 1. März 1994 erhielt die Nationalbibliothek eine moderne Fassung ihres nationalen Auftrags und eine modifizierte Organisationsstruktur. Das moderne Bibliotheksgebäude wurde am 1. Dezember 2005 am Boulevard 9 avril 1938 eröffnet.
Seit 1965 hieß sie Bibliothèque Nationale (Dâr Al-Kutub Al-Wataniya).

## Sammlungsbestand
Der Bibliotheksbestand umfasst über eine Million Monographien, 16.000 Periodika und im Handschriftenbereich 40.000 Unikate. Die Kartensammlung verfügt über 5000 Exemplare. Seit 1978 wird jährlich eine gedruckte Nationalbibliographie herausgegeben. Unter den Zimelien befinden sich arabischsprachige Handschriften mit reicher Buchmalerei und Vergoldungen.
Der Auftrag der Nationalbibliothek Tunesiens besteht in der vollständigen Sammlung und Information über die im Land herausgegebenen Druckwerke, der Bereitstellung inländischer und internationaler Literatur für den Bedarf der Forschung und der interessierten Öffentlichkeit, der fachlichen Begleitung der Gegenwartsliteratur, der Verbesserung der Nutzungsfähigkeit ihrer Bestände durch Reprints und Ausstellungen sowie in fachspezifischen Fortbildungsangeboten.
Der Bestand ist in einem Online-Katalog erfasst. Mit diesem Suchinstrument ist es auch möglich, Recherchen in der Nationalbibliographie zu betreiben.

## Sondersammlungsbereiche
- Landkarten und historische Abbildungen (Postkarten)
- Ton- und Videodokumente
- Mikrofilme